# Barkbrand

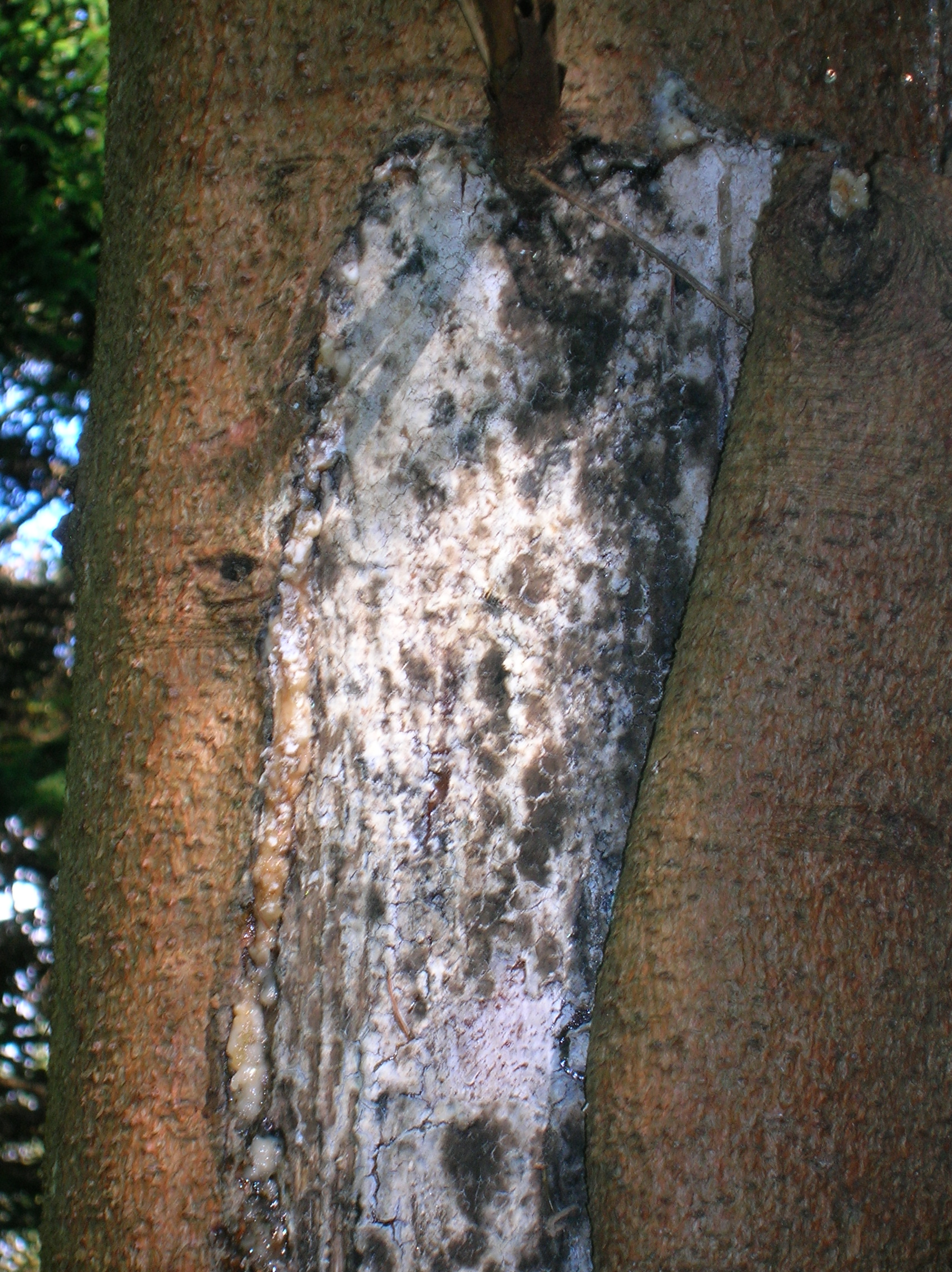
Barkbrand på Sitka Spruce

Barkbrand, eller solbrand, är en skada, som ibland uppkommer hos träd med tunn bark, och vanligen sådana, som föredrar skugga, som bok, avenbok, gran, silvergran m. fl. Den uppträder särskilt om träden plötsligt friställs och utsätts för middags- eller eftermiddagssolen (i sydligt eller västligt läge) ofta speciellt i kombination med frost. 
Den orsakas av att bildningsväven (kambium) dödas genom den starka uppvärmningen, varefter den utanför det döda kambiet befintliga barken dör och faller av. Hos fristående träd skyddas stammen från upphettning genom den långt ned gående kronan, men träd, som vuxit i tätt bestånd saknar detta skydd, och när trädet genom friställning utsättes för stark bestrålning av solen kan barkbrand lätt uppstå. 
Av ljusälskande träd är somliga, såsom tall, ek m. fl., skyddade genom en tjock bark, och björk genom en ljus bark, som reflekterar solstrålarna. I motsats till andra barkskador övervallas de av barkbrand skadade delarna endast långsamt, men då skadade träd länge kan hålla sig vid liv, finns det ej skäl att avverka i utkanten av ett bestånd stående, skadade träd, eftersom de då innanför de befintliga träden i sin tur lätt skadas när de exponeras för solen. 
Värdefulla träd, såsom park- och fruktträd, kan i någon mån skyddas genom bestrykning med kalkmjölk eller lindning med skuggande material. 